# Jean-Paul Dupré
Pour les articles homonymes, voir Dupré.
Jean-Paul Dupré, né le 5 février 1944 à Davejean (Aude), est un homme politique français, membre du Parti socialiste. Maire de Limoux de 1989 à 2020, il a été député de la troisième circonscription de l'Aude de 1997 à 2017.

## Biographie
Petit-fils d’agriculteurs, il rencontre à Limoux son épouse, Jackie, qui lui donnera deux enfants, Bénédicte et Éric. Pendant sa carrière professionnelle, il est cadre d'un important groupe bancaire français à Limoux. Il s’engage dans l’action syndicale à Force ouvrière puis il adhère à la section socialiste de Limoux en 1969.
Élu conseiller municipal de Limoux en 1977, il devient adjoint au maire en 1983 avant de lui succéder six ans plus tard. Il est réélu au premier tour en 1995, 2001, 2008 et 2014 à la tête d’une équipe regroupant les formations de gauche.
Élu pour la première fois député de la troisième circonscription de l’Aude en juin 1997, il est réélu en juin 2002, juin 2007 et juin 2012. Il annonce le 18 octobre 2016 qu'il ne se représente pas pour un cinquième mandat aux élections législatives de 2017 pour cause de cumul des mandats . Il compte parmi les députés PS à s'opposer aux frondeurs et à revendiquer la politique du gouvernement. 
Lors de leur déclaration de patrimoine effectuée en avril 2012, le patrimoine de Jean-Paul Dupré et de son épouse s'élève à 1,3 million d'euros.
En juin 2017, pendant la campagne électorale, le blogueur Boris Le Lay diffuse sur Internet de nombreuses vidéos à caractère pornographique le concernant ainsi que divers documents l'accusant de harcèlements et de chantages. Selon Alain Baute (L'Indépendant), Jean-Paul Dupré est victime d'une « manipulation de caniveau » organisée par un « élément de la "fachosphère" » qui diffuse des vidéos de caractère privé sur Internet,.

## Mandats
- 14 mars 1977 - 1er janvier 1983 : conseiller municipal de Limoux
- 20 mars 1989 - 2020 : maire de Limoux (Aude)
- 28 mars 1994 - 18 mars 2001 : vice-président du conseil général de l'Aude
- 12 juin 1997 - 20 juin 2017 : député
- 30 décembre 1998 - 16 mars 2008 : président de la communauté de communes du Limouxin et du Saint-Hilairois